# ヴィリエ＝シュル＝マルヌ
ヴィリエ＝シュル＝マルヌ （Villiers-sur-Marne）は、フランス、イル＝ド＝フランス地域圏、ヴァル＝ド＝マルヌ県のコミューン。ニュータウンのマルヌ＝ラ＝ヴァレを構成するコミューンの一つである。

## 地理
興味深いことに、マルヌ川はヴィリエ＝シュル＝マルヌを流れていない。川はブリー＝シュル＝マルヌのわずかに西、ノワジー＝ル＝グランの北を流れる。しかしかつてのヴィリエには小さな川が流れていた。現在この川は地下溝の中を流れるようにされ、その上を鉄道が走っている。
町は全体的に平らで、パリから15マイル離れている。

## 歴史
1930年に多くの小郡が設置された時、村が小さな郊外の町へと変えられた。マルヌ＝ラ＝ヴァレが成長し、かつての農地が経済発展とともに1960年代から1970年代にかけ多くの郊外自治体が誕生した。

## 交通
- 鉄道 - RER E線ヴィリエ・シュル・マルヌ＝ル・プレシ・トレヴィゾ駅

## 姉妹都市
- エントロンカメント、ポルトガル
- フリードベルク、ドイツ
- ビショップス・ストードフォード、イギリス